# Остракизъм
Остракизъм (на старогръцки: ὀστρᾰκισμός) е метод за политическа борба, въведен от Клистен. Всяка пролет Народното събрание на Атина (еклесия) при кворум не по-малко от 6000 души взима решение да изгони или не някой опасен за демократичния ред на полиса гражданин. Предлагани за остракизиране са граждани, които с придобитото си огромно влияние в обществото, се смятат за потенциални тирани. Всеки гражданин изписва върху глинен чиреп, т. нар. „остракон“ (чието първо значение е „мидена черупка“ с каквато се е гласувало в началото), името на този, когото смята за опасен за демокрацията. Осъденият с мнозинството от гласовете е изгонван от Атина за срок от 10 години, като наказанието при евентуално връщане в полиса е смърт. Остракизмът не е форма на съд – всеки гласува според мнението си, без да се обсъждат аргументи за гласуването.
Смята се, че остракизмът е приложен за първи път през 487 г. пр. Христа, а последното известно остракизиране е от 417 г. пр. Хр. В района на Керамикос (атинския некропол) са намерени хиляди остраки с написани на тях имена. Интересни са наблюденията на изследователите, според които голям брой от остраките с едно име са написани само с няколко почерка, което показва, че често остракизирането е било подготвяно до степен на раздаване на готови остраки.
Чрез тази демократична форма на прогонване на политически противници атиняни се лишават от множество от най-способните си граждани, сред които и такива пълководци като Милтиад (спечелил битката срещу персите при Маратон), Темистокъл (спечелил битката срещу персите при Саламин), Кимон (стратег в битката при Саламин), Аристид (участник във всички важни битки в гръко-персийските войни, стратег в битката при Платея).